# Otto Neitzel
Otto Neitzel (Falkenburg, Pomerània, 6 de juliol de 1852 - Colònia, 10 de març de 1920) fou un compositor alemany del Romanticisme.
Educat a Berlín, es doctorà en filosofia el 1875; el 1878 fou director de l'Associació musical d'Estrasburg i el 1879 també director d'orquestra del teatre Municipal i professor del Conservatori. El 1881 passà amb el mateix càrrec al Conservatori de Moscou i el 1885 al de Colònia, on també fou crític musical de la Kölnische Zeitung.
Va compondre diverses òperes, entre elles: Angela (Halle, 1887); Dido, Weimar, 1888); Der Alte Dessaner, (Wiesbaden, 1889); Berberini (Wiesbaden, 1904), i el drama satíric Walhalia in Not (Bremen, 1905), i va escriure: Beethoven Synphonien nach ihrem Stimmugsgehalt erläutert (Colònia, 1891), Führer durch die Oper des Theaters der Gegenwart (Leipzig, 1890); la biografia de Saint-Saëns a Berühmte Musiker (Berlín, 1899), i Erläuterungen des Inhalts klassicher Kompositionen des Phonola-und-Des-Künstlerrollen-Repertoirs (Leipzig, 1909).